# Чоловічі клопоти
Чоловічі клопоти (англ. Man Trouble) — кінокомедія 1992 року.

## Сюжет
Юджин Ерл Екслайн — тренер собак. Між ним і його клієнткою Джоан Спруанс, що купила великого сторожового пса, починається роман. Юджин приховує від Джоан своє справжнє ім'я, оскільки перед ним стоїть завдання увійти в довіру до жінки і викрасти у неї цінний рукопис.

## У ролях
| Актор             | Роль                           |
| ----------------- | ------------------------------ |
| Джек Ніколсон     | Юджин Ерл Екслайн, Гаррі Блісс |
| Еллен Баркін      | Джоан Спруанс                  |
| Гаррі Дін Стентон | Реймонд Лайлс                  |
| Беверлі Д'Анджело | Енді Еллерман                  |
| Майкл МакКін      | Едді Ревере                    |
| Сол Рубінек       | Лоуренс Монкріф                |
| Вівека Девіс      | Джун Хафф                      |
| Вероніка Картрайт | Гелен Декстра                  |
| Девід Кленнон     | Луї Дуарт                      |
| Джон Капелос      | детектив Мелвенос              |
| Лорен Том         | Адель Блісс                    |
| Пол Мазурські     | Лі МакГрів                     |
| Гарі Грем         | Буч Гейбл                      |